# Одноклассники (фильм, 2010, США)
«Одноклассники» (англ. Grown Ups) — комедийный фильм режиссёра Денниса Дугана с Адамом Сэндлером в главной роли. В августе 2013 года вышло продолжение — «Одноклассники 2».

## Сюжет
Прошло тридцать лет после окончания средней школы, и пять хороших друзей снова встречают друг друга на похоронах их тренера, под руководством которого они в детстве выиграли чемпионат по баскетболу. В связи с этим один из них решает снять дом у озера, чтобы вспомнить старые добрые времена. Там они узнают друг друга заново и знакомятся с семьями своих школьных друзей.

## В ролях
| Актёр                    | Роль              |
| ------------------------ | ----------------- |
| Адам Сэндлер             | Ленни Федер       |
| Кевин Джеймс             | Эрик Ламонсофф    |
| Крис Рок                 | Курт МакКензи     |
| Дэвид Спейд              | Маркус Хиггинс    |
| Роб Шнайдер              | Роб Хиллард       |
| Сальма Хайек             | Роксана Чес-Федер |
| Мария Белло              | Салли Ламонсофф   |
| Майя Рудольф             | Дэнни МакКензи    |
| Джойс Ван Пэттен         | Глория            |
| Эбони Джо-Энн            | мама Ронзони      |
| Ди Квон                  | Рита              |
| Колин Куинн              | Дикки Бэйли       |
| Тим Медоуз               | Малкольм          |
| Стив Бушеми              | Уайли             |
| Мэдисон Райли            | Жасмин Хиллард    |
| Джейми Чон               | Эмбер Хиллард     |
| Эшли Лорен               | Бриджет Хиллард   |
| Джейк Голдберг           | Грег Федер        |
| Камерон Бойс             | Кейти Федер       |
| Алексис Николь Санчес    | Бекки Федер       |
| Ада-Николь Сэнгер        | Донна Ламонсофф   |
| Фрэнк и Морган Джингерич | Бин Ламонсофф     |
| Наджи Джетер             | Андре МакКензи    |
| Чайна Энн МакКлейн       | Шарлотта МакКензи |
| Блейк Кларк              | Бобби Фердинандо  |
| Ричи Минервини           | Тардио            |
| Джеки Сэндлер            | жена Тардио       |
| Деннис Дуган             | рефери            |